# 卡萨索拉德亚里翁
卡萨索拉德亚里翁，是西班牙卡斯蒂利亚-莱昂巴利亚多利德省的一个市镇。总面积28平方公里，总人口330人（2001年），人口密度12人/平方公里。